# 홍지운
홍지운(洪智云, 1991년 11월 30일 ~ )은 전 KBO 리그 NC 다이노스의 내야수이다.

## 아마추어 시절
경남대학교 진학 후 어깨 부상으로 1년 동안 재활했고, 2학년 때부터 본격적으로 경기에 출장하기 시작해 4학년 때에는 팀의 4번 타자로 활약했다. 대학 4년간 68경기에 출전해 타율 0.288, 출루율 0.398, 장타율 0.410, 205타수 59안타, 2홈런, 29타점, 32볼넷, 53삼진을 기록하였다.

## NC 다이노스시절
2014년에 입단하였다.

## 출신 학교
- 응암초등학교
- 홍은중학교
- 중앙고등학교
- 경남대학교

## 참조
1. ↑  핫코너를 책임질 핫한 신인, 홍지운[깨진 링크(과거 내용 찾기)] - NC 다이노스